# Li Na
Li Na (kitajsko: 李娜), kitajska tenisačica, * 26. februar 1982, Vuhan, Hubei, Ljudska republika Kitajska.
Li Na je nekdanja št. 2 na lestvici WTA in zmagovalka dveh turnirjev za Grand Slam, Odprtega prvenstva Francije leta 2011, ko je v finalu premagala Francesco Schiavone, in Odprtega prvenstva Avstralije leta 2014, ko je v finalu premagala Dominiko Cibulkovó. Na OP Avstralije je še dvakrat nastopila v finalu, v letih 2011, ko jo je premagala Kim Clijsters, in 2013, ko jo je premagala Viktorija Azarenka. Na turnirjih za Odprto prvenstvo Anglije se je najdlje uvrstila v četrtfinale, kar ji je uspelo trikrat, na turnirjih za Odprto prvenstvo ZDA pa v polfinale leta 2013. Na domačih Olimpijskih igrah 2008 v Pekingu je v posamični konkurenci osvojila četrto mesto, v tekmi za bronasto medaljo jo je premagala Vera Zvonareva. Septembra 2014 je zaradi poškodbe kolena končala svojo kariero stara 32 let. Leta 2019 je bila sprejeta v Mednarodni teniški hram slavnih.

## Posamični finali Grand Slamov (4)

### Zmage (2)
| Leto | Turnir                      | Nasprotnica v finalu | Rezultat finala |
| 2011 | Odprto prvenstvo Francije   | Francesca Schiavone  | 6–4, 7–6(7–0)   |
| 2014 | Odprto prvenstvo Avstralije | Dominika Cibulková   | 7–6(7–3), 6–0   |

### Porazi (2)
| Leto | Turnir                          | Nasprotnica v finalu | Rezultat finala |
| 2011 | Odprto prvenstvo Avstralije     | Kim Clijsters        | 6–3, 3–6, 3–6   |
| 2013 | Odprto prvenstvo Avstralije (2) | Viktorija Azarenka   | 6–4, 4–6, 3–6   |